# Esther Olukoya và Emily Ogunde
Esther Taiwo Olukoya và Emily Kehinde Olukoga-Ogunde (sinh năm 1913, Ijebu-Ode) là hai chị em sinh đôi giống hệt nhau đến từ Nigeria. Họ đã tổ chức sinh nhật lần thứ 100 vào ngày 16 tháng 3 năm 2013 với tư cách là cặp song sinh lớn tuổi nhất ở Nigeria. Vào thời điểm đó, không giống như chị gái sinh đôi của mình, Esther bị giam cầm trên chiếc xe lăn. Họ đều là thương nhân theo nghề. Emily cũng là một trong những người vợ của nam diễn viên kỳ cựu Hubert Ogunde. Họ cho rằng tuổi thọ của họ một phần là do di truyền (mẹ của họ đã chết ở tuổi 104) và một phần là do họ chọn lối sống lành mạnh hơn (không hút thuốc hay uống rượu) và niềm tin vào Chúa. Emily qua đời vào tháng 9/2013. Cô đã sống sót nhờ chị gái sinh đôi của mình, một cậu con trai, nhiều đứa trẻ lớn và những đứa trẻ lớn, cùng với những người thân khác.